# Oberfucking
Oberfucking je selo s 33 stanovnika u Gornjoj Austriji.
Nalazi se blizu Dunava i granice s Bavarskom.